# Tura (stacja kolejowa)
Tura (węg: Tura vasútállomás) – stacja kolejowa w Tura przy Szent István  utca, na Węgrzech.

## Linie kolejowe
- Linia kolejowa 80a Budapest–Hatvan

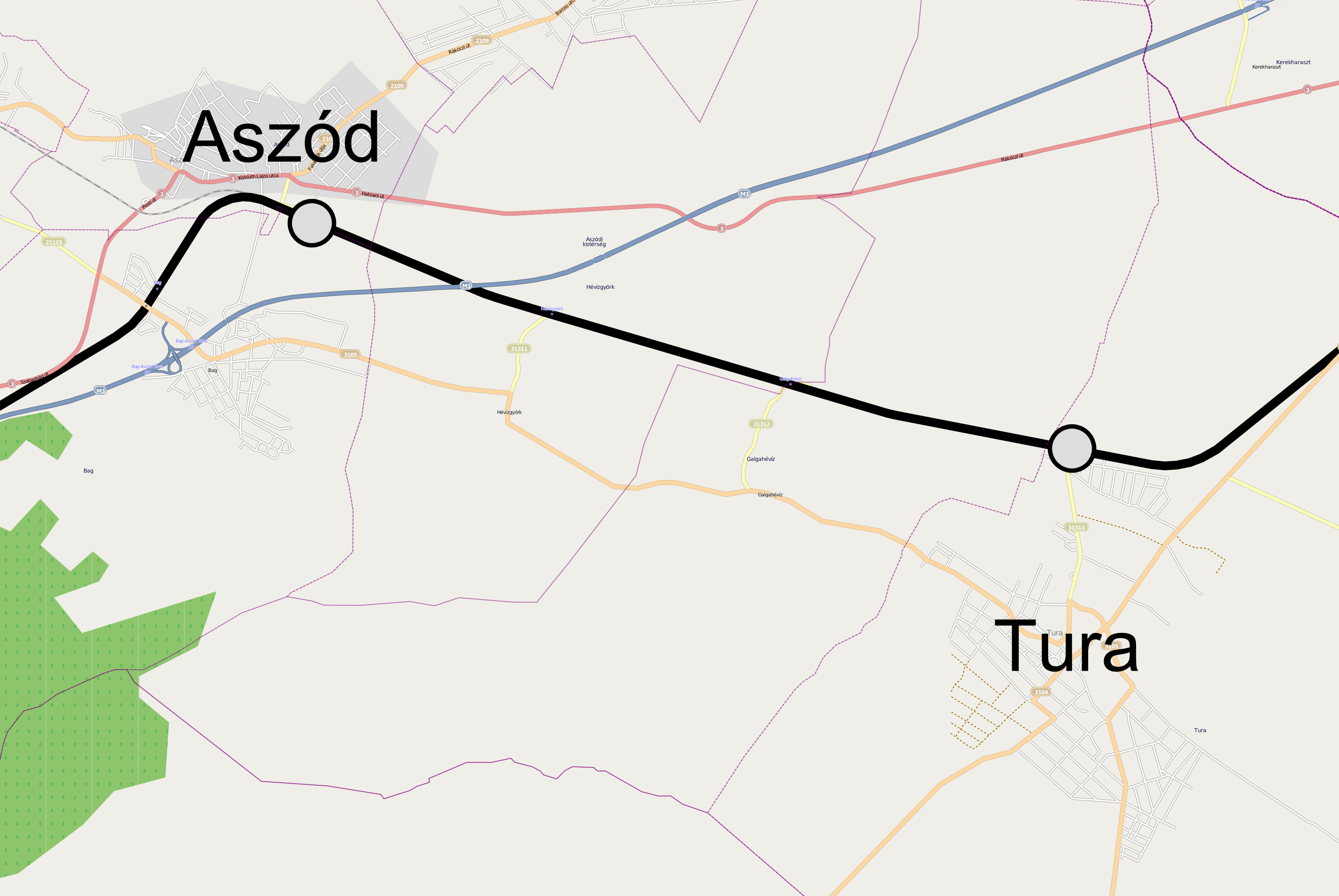
Linia kolejowa 80a Budapest–Hatvan (odcinek Aszód-Tura)

| Tura                                  |  |                            |
| Linia 80a Budapest–Hatvan (59,000 km) |  |                            |
| Galgahévízodległość: 3,000 km         |  | Hatvan odległość: 8,000 km |